# Christian Eckhardt (Koch)
 Christian Eckhardt (* 29. September 1982 in Freiburg) ist ein deutscher Koch.

## Werdegang
Eckhardt machte seine Ausbildung im Hotel Bareiss in Baiersbronn und blieb danach von 2005 bis 2008 im Restaurant Bareiss bei Claus-Peter Lumpp. 2008 wechselte er zum Drei-Sterne-Restaurant Aqua im Ritz-Carlton bei Sven Elverfeld in Wolfsburg. 2010 ging er zum Drei-Sterne-Restaurant Schloss Schauenstein zu Andreas Caminada in Fürstenau (Schweiz).
Ab Mai 2011 kochte er im Restaurant Villa Rothschild in der Villa Rothschild Kempinski in Königstein, ab Mai 2014 als Küchenchef. Das Restaurant wurde im Guide Michelin 2015 mit zwei Sternen ausgezeichnet.
Eckhardt eröffnete im März 2018 das Restaurant Purs in Andernach, das 2019 auf Anhieb mit zwei Michelinsternen ausgezeichnet wurde. Im Gault-Millau 2020 erhielt er die Auszeichnung als Aufsteiger des Jahres. Ende August 2022 verließ Eckhardt das Purs.
2023 machte er sich mit dem Restaurant Lemabri in Boppard selbstständig, wo seine Frau Sarah Henke Gastgeberin ist.

## Privates
Mitte 2018 heiratete er die Köchin Sarah Henke.

## Auszeichnungen
- 2015 Zwei Sterne im Guide Michelin
- 2020 Aufsteiger des Jahres im Gault-Millau[7]